# Никола Макинаджиев
Никола Георгиев Макинаджиев е български революционер, четник, член на Вътрешната македоно-одринска революционна организация в Дупница.

## Биография
Никола Макинаджиев е роден на 1 май 1884 година в Радовиш, тогава в Османската империя. През пролетта на 1903 г. е преследван от турската власт като укривател на четата на Христо Симеонов. Присъединява се към нея и като четник участва във всичките и боеве по време на Илинденско-Преображенското въстание. След разбиването на четата се заселва в Кюстендил.
Умира след 1950 година.